# Vätteros

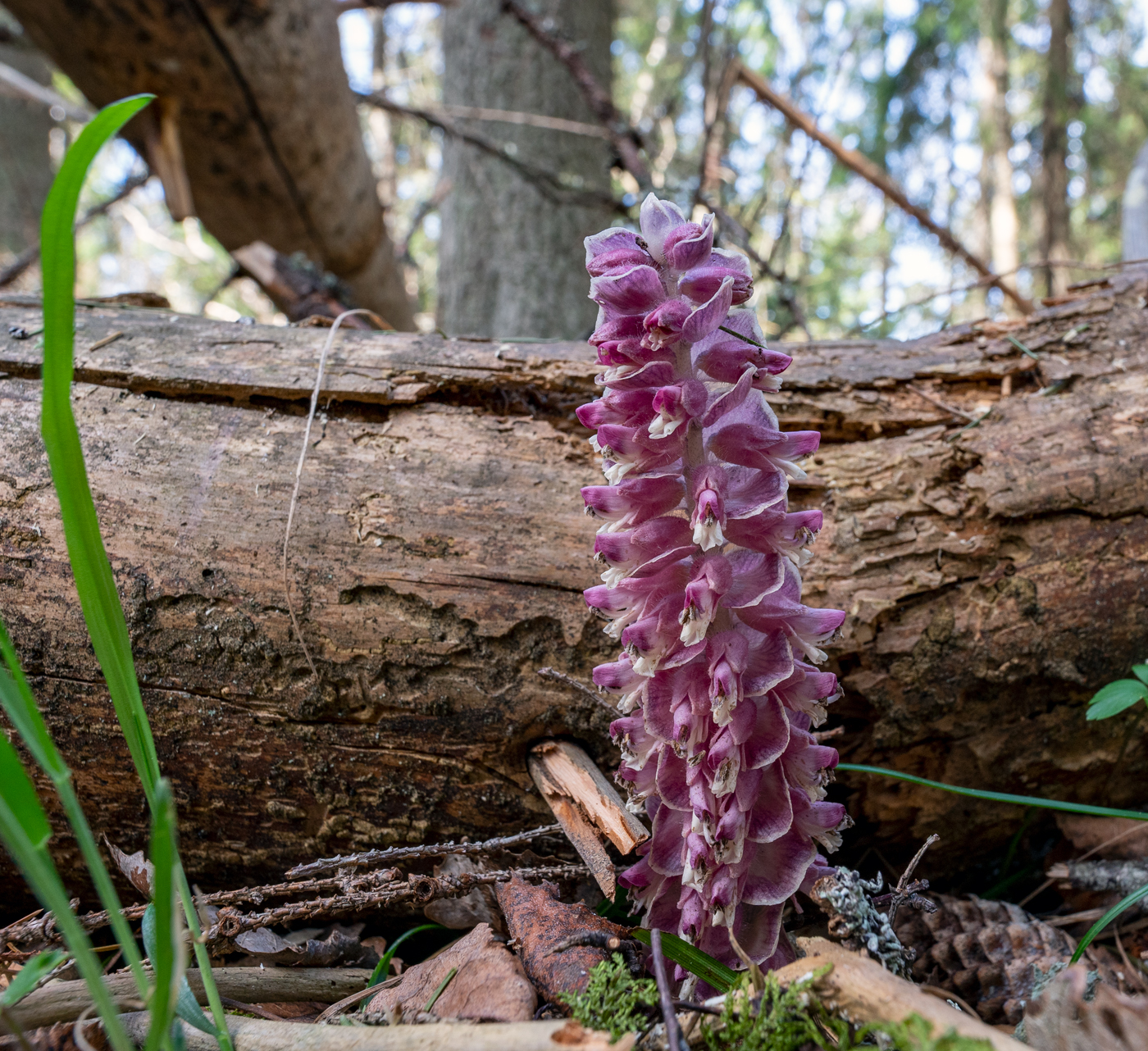
Vätteros i naturreservatet Florarna, Uppland.

Vätteros (Lathraea squamaria) är en flerårig art i familjen snyltrotsväxter.
Den är ganska vanligt förekommande i Danmark och södra Sverige, främst i lövskogar och snår. Växten är en rotparasit, vanligen på hassel. Vätterosen blir 10-20 cm hög och blommar med ljusröda blommor i april till maj.

### Källförteckning
- Stenberg, Lennart (2007). ”Vätteros”. Svensk fältflora. illustrationer av Mossberg, Bo. Stockholm: Wahlström & Widstrand. sid. 188. Libris 10600739. ISBN 9789146218005
- vättar i Nordisk familjebok (första upplagan, 1894) "för sin underjordiska växt och sitt mystiska utseende, blifvit egnad vättarna under namnet vätteros"